# Bill Gormlie
William « Bill » Gormlie né à Liverpool, le 12 mai 1911 et mort le 10 juillet 1976, est un ancien joueur et entraîneur de football anglais.
Il prend notamment la charge de l'équipe nationale de Belgique (1947-1953) et du RSC Anderlecht (1950-1960).

## Carrière
Au cours de sa carrière de joueur, il évolue comme gardien de but dans les clubs de Blackburn Rovers et Northampton Town.
En 1947, il est nommé sélectionneur de l'équipe nationale de Belgique. Il dirige les Diables rouges la première fois en avril 1947, face aux Pays-Bas, mais ne peut participer aux éliminatoires de la coupe du monde à la suite de la décision de l'Union royale belge des sociétés de football association (URBSFA) de déclarer forfait.
En 1950, il est recruté par les dirigeants du Royal Sporting Club Anderlecht, double champion de Belgique en titre. Pendant trois saisons, il est donc à la fois sélectionneur et entraineur de club (Anderlecht), jusqu'à ce que l'Écossais Doug Livingstone lui succède à la tête de la sélection à l'été 1953. C'est toutefois sous la conduite de Gormlie que les Diables Rouges remportent les deux succès importants en Scandinavie (2-4 en Finlande et 2-3 en Suède) qui jettent les bases de la future qualification pour phase finale en Suisse.
Avec Anderlecht, il poursuit le travail de son prédécesseur anglais Ernest Smith, et remporte avec les Mauves le championnat de Belgique à cinq reprises, en dix saisons.
En 1954, et à l'occasion des cent ans de la Fédération anglaise, il réussit l'exploit avec ses hommes (menés par Henri Meert) de l'emporter sur le terrain d'Arsenal à Highbury. C'est la première défaite des Londoniens sur leur pelouse face à une équipe étrangère en 90 ans d'existence. C'est également lui qui découvre l'un des plus grands joueurs de l'histoire du football belge, Paul Van Himst, à la fin des années 1950 mais sans toutefois lui donner sa chance au sein du collectif bruxellois.
Gormlie est licencié par le président du RSCA, Albert Roosens, au cours de l'hiver 1959 à la suite d'une série de sept défaites. Le français Pierre Sinibaldi lui succède et poursuit son œuvre de domination du football belge.

## Palmarès
- Champion de Belgique à cinq reprises avec le RSC Anderlecht (1951, 1954, 1955, 1956, 1959)